# Un posto nel mondo (album)
| Recensione | Giudizio |
| ---------- | -------- |
| Rockol     |          |

Un posto nel mondo è il primo album in studio della cantante italiana Chiara, pubblicato il 14 febbraio 2013 dalla Sony Music.

## Descrizione
Il disco esce a soli due mesi di distanza dall'EP d'esordio dell'artista, Due respiri, e contiene l'omonimo inedito presentato a X Factor scritto per lei da Luca Paolo Chiaravalli e Saverio Grandi e arrangiato dal pianista Fabio Coppini, mentre le musiche sono affidate agli stessi assieme ad Eros Ramazzotti, e i brani L'esperienza dell'amore e Il futuro che sarà, presentati al Festival di Sanremo 2013; Il futuro che sarà, primo singolo estratto dall'album, ha proseguito la gara classificandosi ottavo al Festival.
Il primo inedito sanremese, Il futuro che sarà è stato scritto da Francesco Bianconi dei Baustelle, con la composizione affidata a Luca Paolo Chiaravalli e Alea Lissette Gonzalez, mentre il secondo L'esperienza dell'amore è stato scritto e composto da Federico Zampaglione dei Tiromancino con Domenico Zampaglione. Gli altri brani inseriti nell'album portano le firme di Samuel dei Subsonica, Dente, Neffa, Ermal Meta, Dardust, Diego Mancino, Bungaro, Gaetano Cappa e Fiorella Mannoia. Quest'ultima partecipa in un cameo vocale nel brano Mille passi, adattamento italiano, a cura della stessa Mannoia, di Mil pasos dell'artista franco/algerina Soha.

## Tournée
Il 21 maggio 2013 Chiara ha intrapreso l'Un posto nel mondo Tour, prodotto da Massimo Levantini per Live Nation. La cantante, tra giugno e agosto, è salita sui più importanti palchi d'Italia per poi proseguire in autunno in date tenute in vari teatri, concludendo il tour al Teatro Celebrazioni di Bologna il 17 dicembre.
Nella scaletta del tour sono stati inseriti i successi della cantante come Due respiri, Over the Rainbow e The Final Countdown, ma sono state eseguite anche nuove cover, come quelle di Titanium, Quello che le donne non dicono, Estate e Diamonds scelta dai fan della cantante tramite un sondaggio sulla pagina facebook ufficiale.
Il 13 maggio 2013 si è esibita a Siviglia, in Spagna, in occasione di una convention della TIM di cui è stata sponsor. La tappa a Bellaria-Igea Marina, tenuta il 20 luglio, ha visto la presenza di più di 10.000 persone.

## Tracce
1. Il futuro che sarà – 3:30 (Francesco Bianconi, Luca Chiaravalli, Alea Lissette Gonzalez)
2. L'esperienza dell'amore – 3:17 (Federico Zampaglione, Domenico Zampaglione)
3. Cuore nero – 4:16 (Giovanni Pellino)
4. Vieni con me – 3:28 (Dario Faini, Ermal Meta)
5. Mille passi (feat. Fiorella Mannoia) – 3:21 (testo: F. Welgryn – testo italiano: Fiorella Mannoia – musica: A. Essertier, H. Chohra)
6. Artigli – 4:05 (Samuel Umberto Romano)
7. Arrendermi – 3:00 (Samuel Umberto Romano)
8. Qualcosa da fare – 2:58 (Diego Mancino, Dario Faini)
9. Quello che non sa – 4:16 (Giuseppe Peveri)
10. Trasparenze – 3:38 (Bungaro, C. Chiodo, Giuseppe Romanelli)
11. Due respiri – 3:22 (Eros Ramazzotti, Luca Chiaravalli, Saverio Grandi)
12. Supereroe – 3:26 (Gaetano Cappa)

Tracce bonus nell'edizione speciale di iTunes
1. L'esperienza dell'amore (Alternative Version) – 3:34 (Federico Zampaglione, Domenico Zampaglione)
2. Over the Rainbow – 2:50 (Harold Arlen, E.Y. Harburg)

## Formazione
- Chiara – voce
- Torbel Fuitaar – basso elettrico (tracce 1, 2, 7, 8, 9, 10 e 12)
- Alberto Tafuri – pianoforte (tracce 1, 2, 3, 6 e 10), sintetizzatore (tracce 2, 4, 6, 9 e 12), organo Hammond (traccia 2), chitarra elettrica (tracce 3, 6 e 12), wurlitzer (tracce 3, 8 e 9), basso elettrico (tracce 3, 8 e 12), chitarra acustica (tracce 4, 6, 7 e 8), basso synth (tracce 4 e 12), percussioni (tracce 4 e 8), chitarra classica (traccia 7)
- David Pacetto – bandoneón (traccia 1)
- Lorc Sarosi – batteria (eccetto tracce 5 e 11)
- GnuQuartet
  - Roberto Izzo – violino (tracce 1, 2, 7 e 10)
  - Raffaele Rebaudengo – viola (tracce 1, 2, 7 e 10)
  - Stefano Cabrera – violoncello (tracce 1, 2, 7, 8 e 10)
  - Francesca Rapetti – flauto (tracce 1, 2, 7 e 10)
- Carlo U. Rossi – chitarra elettrica (tracce 3, 9), basso elettrico (traccia 9)
- Gaetano Cappa – ukulele (traccia 4, 7 e 12), cori (traccia 12)
- Davide Aru – chitarra (traccia 5)
- Luca Visigalli – basso (traccia 5)
- Matteo Di Francesco – batteria (traccia 5)
- Carlo Di Francesco – percussioni (traccia 5)
- Marcello Sirignano – arrangiamento strumenti ad arco (traccia 5)
- Prisca Amori – strumenti ad arco (traccia 5)
- Mario Gentili – strumenti ad arco (traccia 5)
- Giuseppe Tortora – strumenti ad arco (traccia 5)
- Biagio Sturiale – chitarra e basso (traccia 11)
- Luca Chiaravalli – pianoforte, tastiera e programmazione (traccia 11)
- Diego Corradin – batteria (traccia 11)
- Morgan – cori (traccia 11)

## Successo commerciale
L'album ha debuttato seconda posizione della classifica italiana degli album, mantenendo tale posizione anche nella settimana seguente. L'album dal suo debutto è rimasto per un mese nella top5, per poi passare le tre settimane seguenti fuori dalla top20 della medesima classifica, oscillando tra la 21ª e la 29ª posizione. Nel corso della 40ª settimana del 2013, a cavallo quindi tra il mese di settembre e di ottobre, Un posto nel mondo è stato certificato disco d'oro per aver venduto oltre 30 000 copie.

## Classifiche
| Classifica (2013) | Posizione massima |
| ----------------- | ----------------- |
| Italia            | 2                 |